# Довгинцеве
Довги́нцеве  (Долгінцево) — історична місцевість в Довгинцівському районі Кривого Рогу. Одна з найстаріших територій міста.

## Походження назви
На початку XIX ст. цар Олександр І надав землі в розпорядження капітана Долгінцева, який заснував на березі р. Саксагань село Катеринівку (інша назва — Екатеринівку, Долгінцево). Від цього сельца отримала назву залізнична станція, а згодом й поселення навкруг неї. За іншою версією селище одержало назву від прізвища «Долгінцев», який набрався боргів.

## Історія

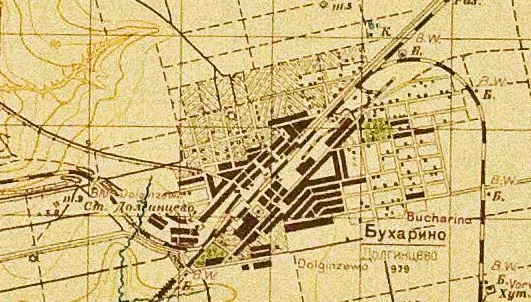
Довгинцеве в 30-х роках XX століття

Розвитку набуло після 1881 року, з початком будівництва Криворізької ділянки Катерининської залізниці й, власне, станції Долгінцево (сучасна назва — Кривий Ріг-Головний). Населення швидко зростало за рахунок будівельників залізниці, які потім її обслуговували.
З 80-х років XIX століття тут діяли початкова школа, якою опікувалася поміщиця Кардабан, будинок тверезості, ринок. Забудова житла навколо станції проводилася хаотично і складалася з 1-, 2-поверхових кам'яних будинків. Учні висадили парк навколо школи, поруч стояла бесідка, де грав оркестр пожежної охорони. В 1899 році було збудовано церкву святого Олександра Невського.
На 1902 рік тут діяла лікарня на 25 місць, 2-класна залізнична школа, безкоштовна бібліотека-читальня для службовців залізниці.
У 1903 існував 271 двір, мешкало 2171 особа. Місце бурхливих революційних подій 1905, 1917. У 1905 році на станції зародилася перша профспілка на Криворіжжі. У грудні 1917 року діяв ревком залізничників під головуванням М. Семибратова. У травні 1919 року в приміщенні вокзалу розташовувався штаб командуючого групою військ О. Пархоменка, яка вела боротьбу проти отамана Григор'єва. Після громадянської війни тривала відбудова. У центрі селища існував пам'ятник Леніну та Сталіну, діяла залізнична школа № 26.
У 1924 році селище Довгинцеве було перейменовано на Бухарино. Цю назву селище носило до 1936 року.
Після 1936 увійшло до складу Дзержинського району. У серпні 1941 залізничне депо евакуйоване до м. Кокчетав у Казахстані. У лютому 1944 визволене в результаті запеклих боїв, у яких відзначилися війська 15 гвардійська стрілецька дивізія. У травні 1945 відбувся великий мітинг на честь Дня Перемоги.
У 50-х почалося архітектурне формування селища. У кінці 50-х зруйновані церква святого Олександра Невського, приміщення СШ № 26. У 1965 станція перейменована на станцію Кривий Ріг-Сортувальна. З тих часів втрачено статус окремого селища. З 1979 станція має сучасну назву Кривий Ріг-Головний. У 1979 перетворене на центр Довгинцівського району, як невід'ємна частина Кривого Рогу.
У роки СРСР історичну назву топоніму «Долгінцево» чомусь назвали «Довгинцево».

## Ринок
Ринок «Довгинцеве» існує практично з моменту виникнення станції. Займає площу 7 тисяч м². Має 600 торгових місць, із них продовольчих товарів 400. Окрема ділянка для місцевих товаровиробників. Один із найдешевших ринків міста.

## Інфраструктура
- Готель «Reikartz Raziotel Кривий Ріг»
- Готель Art-Vokzal
- Хостел
- Стадіон «Локомотив»
- Школа № 88
- Художня школа № 1 ім. О. Васякіна
- Міська лікарня № 10
- Палац спорту «Локомотив»
- Римо-Католицький Костел Успіння Пресвятої Діви Марії
- Пам'ятник на братській могилі підпільників і радянських воїнів
- Пам'ятний знак «Паровоз»
- Свято-Пантелеймонівський храм
- Храм Великомученики Дмитрія Салунського
- Храм Олександра Невського
- Поліклініка «Довгинцеве»
- Стоматологічна поліклініка № 7

## Персоналії
- Басс Валентин Петрович (1943 — 2020) —радянський та український науковець, доктор технічних наук, професор, лауреат державної премії України в галузі науки і техніки, фахівець в галузі гідроаеродинаміки.
- Монахов Володимир Васильович (1922—1983) — російський радянський кіноактор, кінорежисер, кінооператор.

## Кладовище
Довгинцівське кладовище діяло в 1936–1976 рр. на території Довгинцівського району. Площа 11,2 га. Поховань 10 тис. Діє циганський сектор.

## Галерея

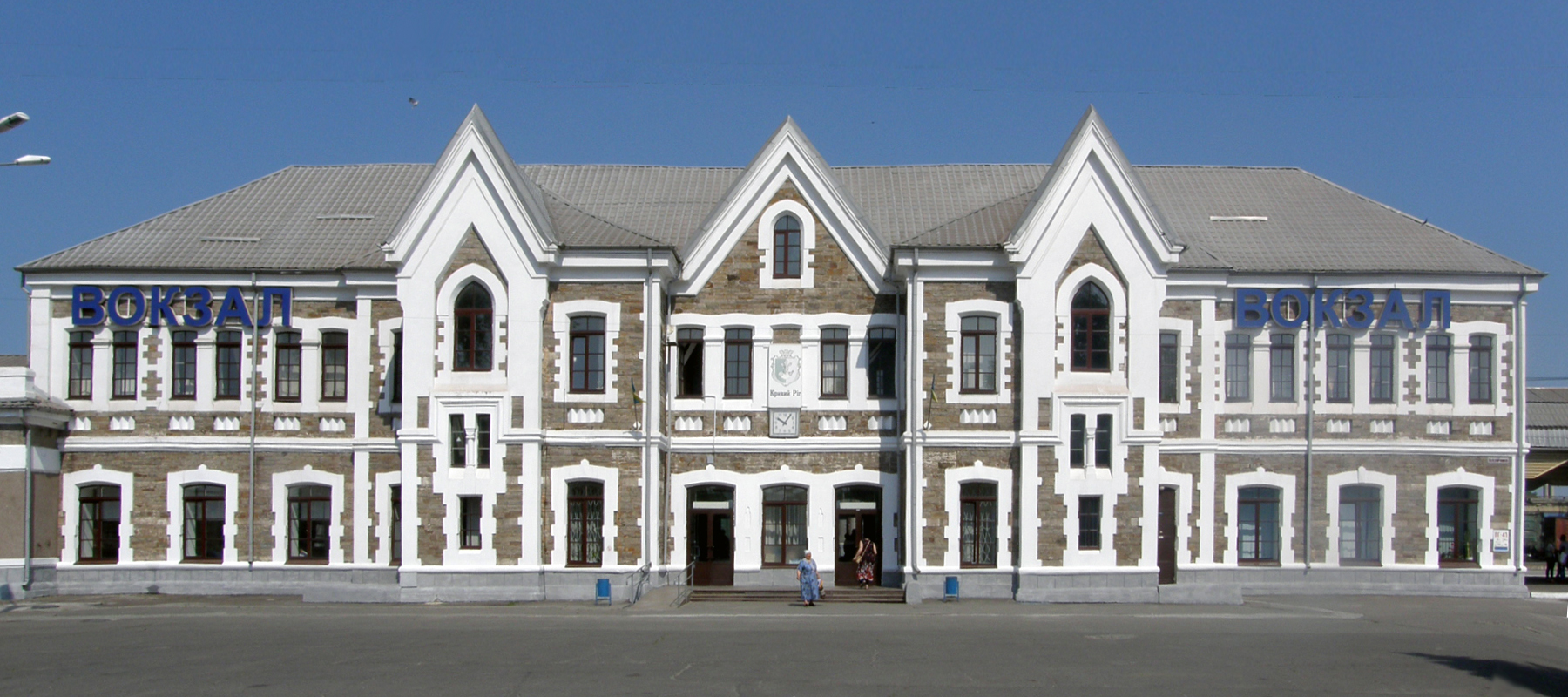
Вокзал Кривий Ріг
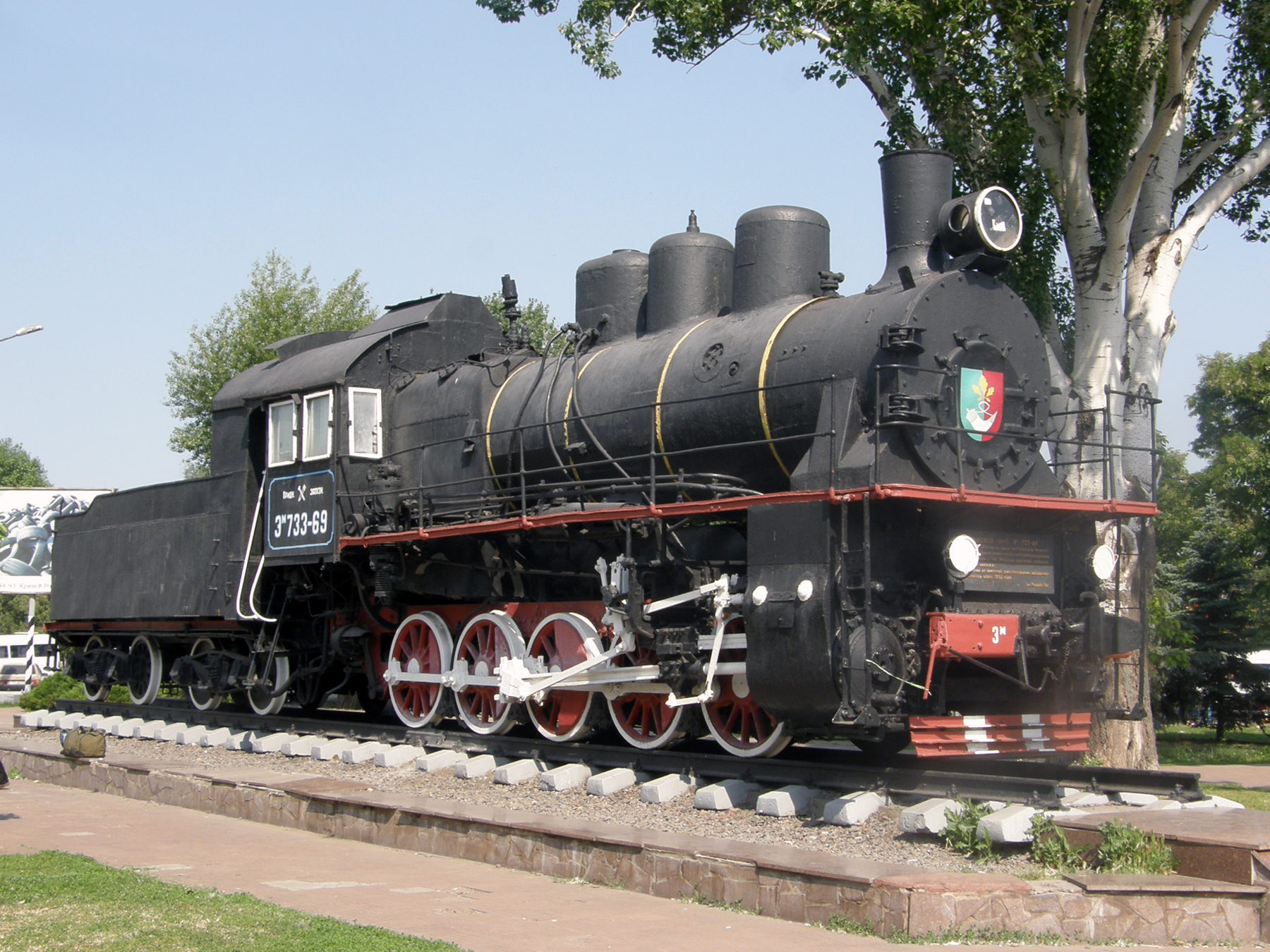
Пам'ятник-паровоз
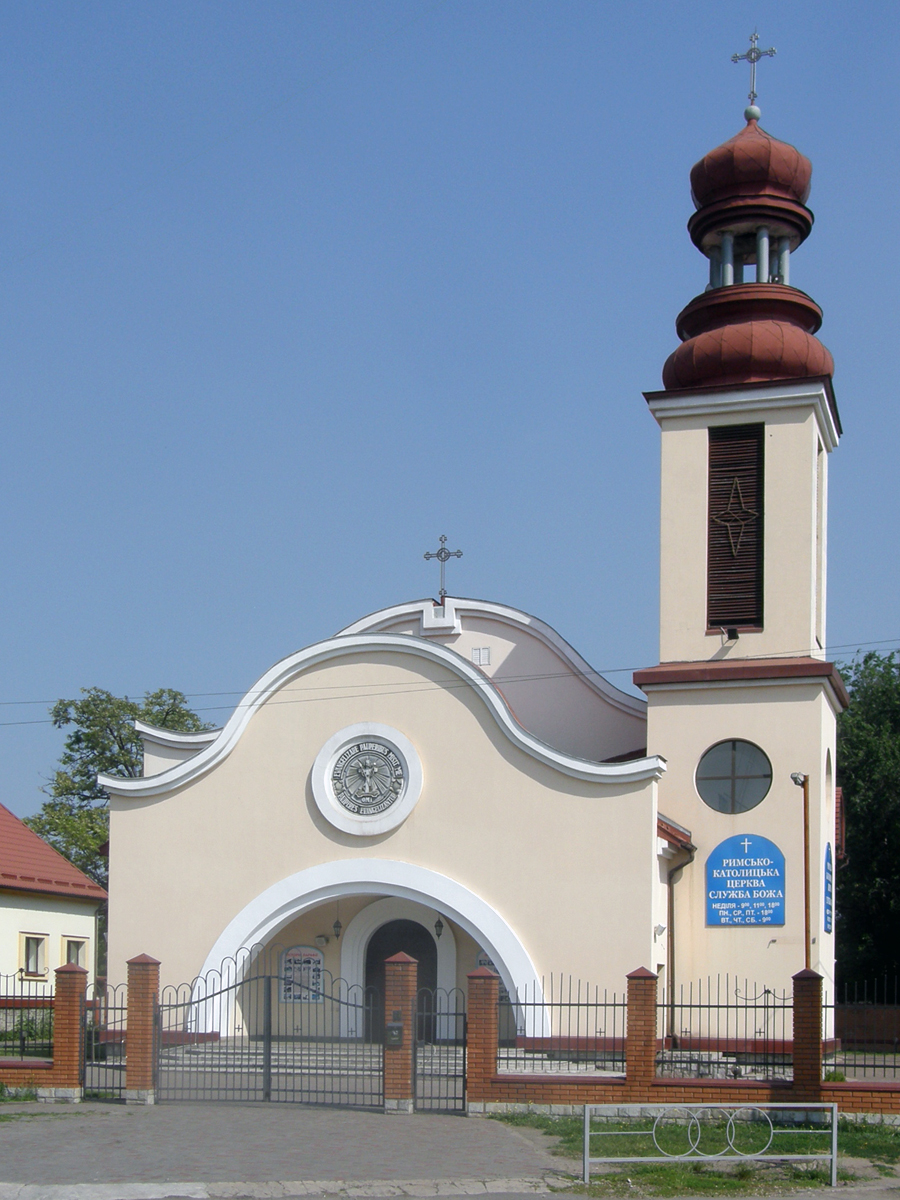
Костел Успіння Пресвятої Діви Марії
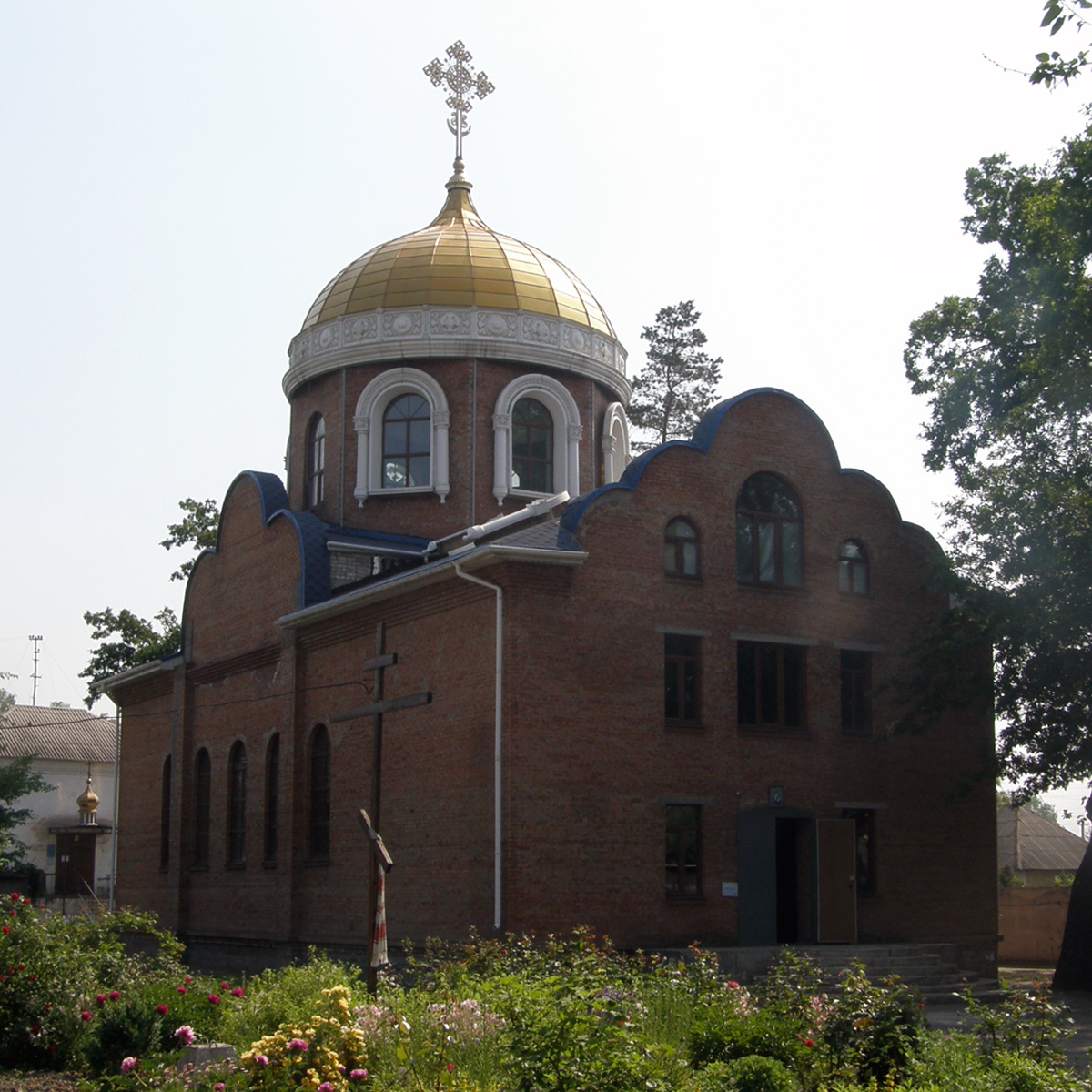
Церква Казанської ікони Божої Матері